# بخش‌های بوینس آیرس

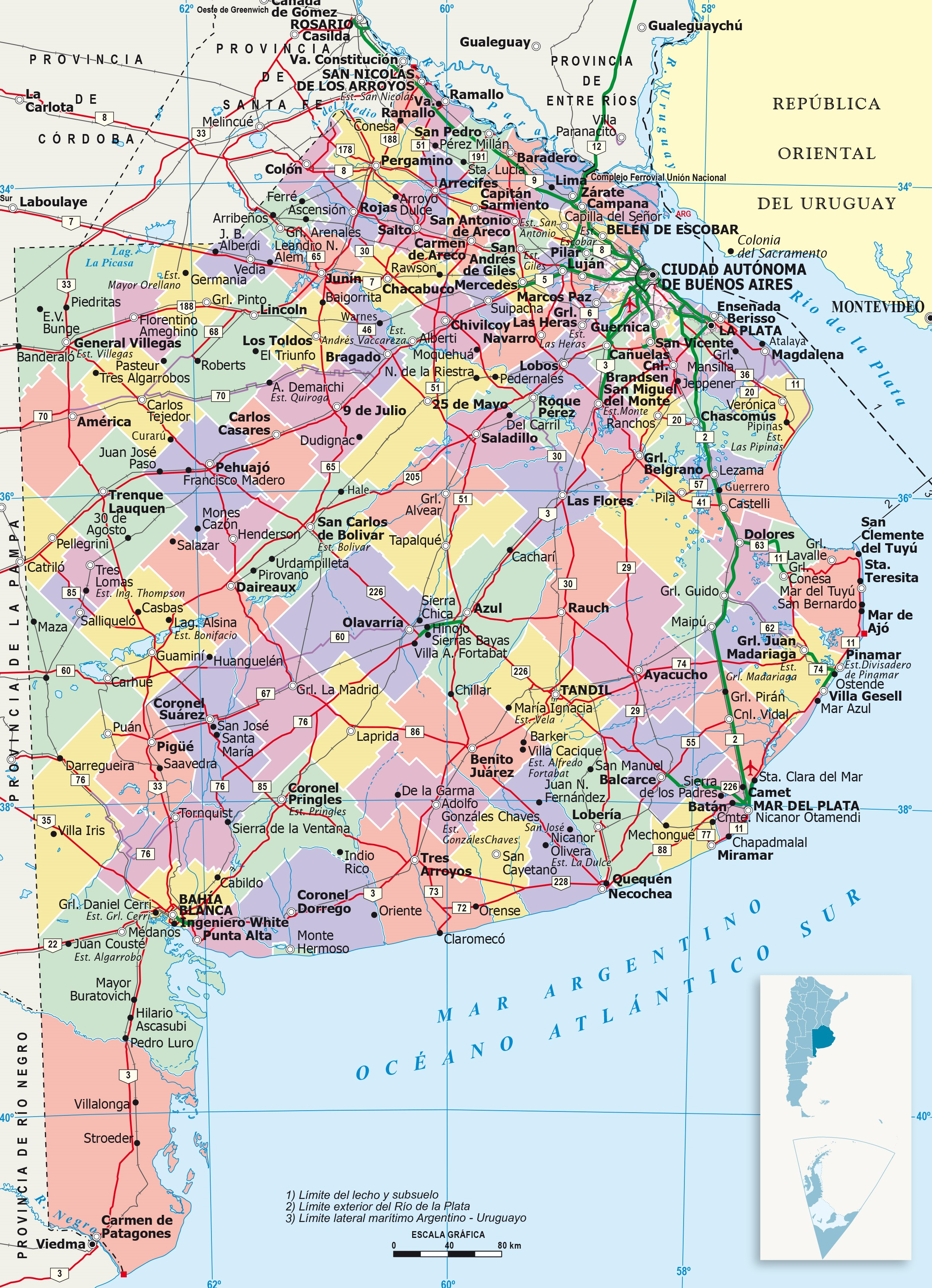
تقسیم سیاسی استان و مرکز آن La Plata (نقطه قرمز)

بخش پارتیدوس بوینس آیرس (انگلیسی: Partidos of Buenos Aires) زیرمجموعه اداری سطح دوم است که در استان بوینس آیرس، آرژانتین قرار دارد. آنها به‌طور رسمی یک واحد اداری واحد در نظر گرفته می‌شوند، معمولاً شامل یک یا چند مرکز جمعیتی هستند و به محله‌ها تقسیم می‌شوند. تقسیم در پارتیدوس در استان بوینس آیرس از سایر استانهای آرژانتین، که بخشهای سطح دوم خود را بخش می‌نامند و بیشتر به شهرداریهای مجزا تقسیم می‌شوند، متمایز است.